# Alexis Delgado
Alexis Nicolás Delgado Navarrete (* 31. Dezember 1987 in Talcahuano) ist ein ehemaliger chilenischer Fußballspieler auf der Position des Mittelfeldspielers.

## Karriere
Alexis Delgado spielte ab dem Alter von sieben Jahren in der Jugend des CD Huachipato und spielte, gemeinsam mit Juan Abarca, ein Jahr in der zweiten Mannschaft des FC Villarreal durch eine Allianz der beiden Klubs. Zurück bei Huachipato debütierte der Mittelfeldspieler in der Primera División, stand ab und an in der Startelf, konnte sich aber nicht nachhaltig durchsetzen. 2009 wechselte Delgado zu Deportes Iberia in die Primera B, 2011 spielte er für Deportes Copiapó und 2012 für den CD Magallanes. Nach guten Leistungen in der zweiten Liga verpflichtete ihn Audax Italiano. Beim Klub italienischer Einwanderer spielte Delgado allerdings überwiegend in der zweiten Mannschaft und wurde in der Saison 2015/16 an Deportes Concepción ausgeliehen. 2017 kehrte er zu Deportes Iberia zurück, wo er 2018 seine Karriere beendete.